# Kasteel van Saint-Paul-d'Oueil
Het Kasteel van Saint-Paul-d'Oueil (Frans: Château de Saint-Paul-d'Oueil) is een kasteel in de Franse gemeente Saint-Paul-d'Oueil. Het kasteel is een beschermd historisch monument sinds 1947.